# Aimé Cotton
Pour les articles homonymes, voir Cotton.
Aimé Auguste Cotton, né à Bourg-en-Bresse le 9 octobre 1869, et mort à Sèvres le 16 avril 1951, est un physicien français connu pour ses études de l’interaction de la lumière avec des molécules chirales. Il fut professeur titulaire de physique générale à la faculté des sciences de l'université de Paris de 1922 à 1941.

## Biographie

### Famille et formation
Aimé Cotton est le frère du mathématicien et académicien Émile Cotton ; ses grands-parents étaient agriculteurs dans l'Ain et son père, Eugène Cotton, fut professeur de mathématiques à l'école normale de Bourg, puis au lycée de Bourg, établissement qui avait succédé à l'école centrale du département de l'Ain où Ampère commença sa carrière.
Aimé Cotton fait ses études secondaires au lycée de Bourg et sa classe de mathématiques spéciales au lycée Blaise-Pascal de Clermont-Ferrand. Après une année de service militaire il étudie de 1890 à 1893 à l’École normale supérieure, où il suit les conférences de physique de Marcel Brillouin et de Jules Violle, et à la faculté des sciences de Paris où il suit les cours de physique de Gabriel Lippmann et Edmond Bouty et obtient les licences ès sciences physiques et ès sciences mathématiques.
En 1913, il épouse la physicienne Eugénie Feytis connue aujourd'hui sous le nom d'Eugénie Cotton. Ils auront trois enfants.

### Travaux scientifiques
Lauréat du concours d'agrégation des sciences physiques en 1893, il ne rejoint cependant pas l'enseignement secondaire et prépare durant deux ans, en tant que boursier des hautes-études, une thèse pour le doctorat ès sciences physiques au laboratoire de physique de l'École normale supérieure, dirigé alors par Jules Violle. Il étudie les interactions de la lumière polarisée avec des substances doués de pouvoir rotatoire à cause de leurs molécules chirales. Aux bandes d'absorption, il trouve de grandes variations de ce pouvoir rotatoire en fonction de la longueur d'onde, phénomène dit « dispersion rotatoire optique » ou « effet Cotton ». Il découvre aussi le phénomène relié de dichroïsme circulaire, ou absorption inégale des rayons lumineux de polarisations circulaires gauche et droit ,,. Ces deux phénomènes serviront plus tard à déterminer les stéréochimies des molécules chirales en chimie organique et en biochimie.
Il est nommé maître de conférences de physique à la faculté des sciences de Toulouse en 1895 et soutient en 1896 devant la faculté des sciences de l'université de Paris sa thèse, intitulée « Recherches sur l’absorption et la dispersion de la lumière par les milieux doués du pouvoir rotatoire ». En 1900, il obtient le titre de professeur-adjoint à l'université de Toulouse, et est chargé de la suppléance de Jules Violle pour la maîtrise de conférences de physique de l’École normale supérieure. En 1904, à la suite du rattachement de l'École normale supérieure à l'Université de Paris, il est nommé chargé de cours, avec le titre de professeur-adjoint à partir de 1910, à la faculté des sciences de l'Université de Paris, délégué à l'École normale supérieure, jusqu'en 1921.
Pendant cette période ses recherches portent sur les interactions de la lumière et du magnétisme. Il travaille tout d'abord avec Pierre Weiss sur l’effet Zeeman, le dédoublement des lignes spectrales en présence d'un champ magnétique. Pour ce faire il invente la balance de Cotton, appareil qui sert à mesurer avec précision l’intensité du champ magnétique. Cotton et Weiss étudient le dédoublement des raies bleues de l'atome du zinc sous champ magnétique, et s'en servent pour déterminer en 1907 la valeur du rapport de la charge de l’électron à sa masse (e/m), avec une précision supérieure à la méthode de J.J. Thomson.
Cotton s’intéresse ensuite à l’effet Faraday au voisinage des raies spectrales et met en évidence le dichroïsme circulaire magnétique. En parallèle, il travaille avec son camarade de promotion Henri Mouton, biologiste à l’Institut Pasteur, sur la biréfringence magnétique aux solutions colloïdales des particules magnétiques. Ils découvrent en 1907 une biréfringence magnétique intense avec un axe optique parallèle aux lignes de champ, dit effet Cotton-Mouton.
Durant la guerre de 1914, il met au point avec Pierre Weiss un système de repérage de l'artillerie ennemie, basé sur une méthode acoustique : le système Cotton-Weiss.
Il dirige les travaux de thèse de Georges Bruhat sur le dichroïsme circulaire et la dispersion rotatoire (1914). Il participe dès 1917 à la création de l’Institut d'optique théorique et appliquée où il fut chargé de conférences. En 1914, il lance le projet d’un grand électro-aimant dont la construction débute en 1924 dans le laboratoire du Service des recherches et inventions à Bellevue qui devint ensuite le laboratoire du magnétisme de Meudon-Bellevue puis le laboratoire Aimé-Cotton. Cet aimant permet d'obtenir des champs magnétiques intenses, jusqu'à 7 teslas.
Le 26 juillet 1926, il présente à l'Académie des sciences une note de F. Wolfers où figure pour la première fois, cinq mois avant la publication d'une proposition analogue par G.N. Lewis, la proposition d'appeler le quantum de lumière le photon.

### Carrière académique
En 1919, il devient président du comité de physique à la Direction des Inventions intéressant la défense nationale. En 1920, Aimé Cotton est nommé professeur à la nouvelle chaire de physique théorique et de physique céleste à la faculté des sciences de l'Université de Paris. Eugène Bloch lui succède à l'École normale supérieure en 1921. En 1922, il succède à Gabriel Lippmann comme professeur titulaire de physique (chaire de recherches physiques) à la faculté des sciences de l'Université de Paris, Anatole Leduc lui succède comme titulaire de la chaire de physique théorique et physique céleste, Georges Sagnac étant en fait chargé du cours. Cotton devient alors directeur du laboratoire des recherches physiques de la faculté avec pour collaborateurs Amédée Guillet et Henri Mouton. En 1923, il est élu à l’Académie des sciences en remplacement de Jules Violle (Aimé Cotton 32 voix, Charles Fabry 28 voix, Henri Abraham 1 voix). Il prend sa retraite en 1941 et Jean Cabannes lui succède comme professeur et directeur de laboratoire, il conserve néanmoins la direction du laboratoire de magnéto-optique à Bellevue en tant que directeur de laboratoire non appointé de l'École pratique des hautes études.
Durant l'Occupation allemande il est incarcéré du 11 octobre au 13 novembre 1941 à la prison de Fresnes,.
Il est inhumé au cimetière des Bruyères (Sèvres) avec sa femme.

## Œuvres et publications
- « Recherches sur l'absorption et la dispersion de la lumière par les milieux doués du pouvoir rotatoire », in: J. Phys. Theor. Appl., 5.1 (1896): 237-244, Texte intégral, et lire en ligne sur Gallica.
- Notice sur les travaux scientifiques de M. A. Cotton, Les Presses Universitaires de France (Paris), 1923, Texte intégral.

En collaboration
- avec Henri Mouton: « Nouveau procédé pour mettre en évidence les objets ultra-microscopiques », in: Comptes rendus de l’Académie des sciences, 136 (1903): 1657.
- avec Henri Mouton: Les ultramicroscopes et les objets ultramicroscopiques, Masson (Paris), 1906.
- avec Henri Mouton:  Sur la biréfringence magnétique des liquides purs, comparaison avec le phénomène électro-optique de Kerr, Bureau du Journal de physique (Paris), 1911.
- avec Georges Bruhat: Traité de polarimétrie, Revue d'optique théorique et instrumentale, 1930.

## Distinctions et hommages

### Distinctions militaires et civiles
- Commandeur de la Légion d'honneur[11]
- Médaille de la Résistance française (31 mars 1947)[12]

### Distinctions académiques
- Prix Pierson-Perrin en 1907, prix La Caze en 1918, prix Albert 1er de Monaco en 1928 et prix Villemot en 1936[11].
- Président de l’Académie des sciences en 1938, succédant à Emmanuel Leclainche.

### Hommages
- Le laboratoire Aimé-Cotton[13], unité propre de recherche du CNRS jusqu'en 2014, porte son nom depuis 1951.
- Brest, Brive-la-Gaillarde, Chavannes-sur-Suran[14], Saint-Priest (Rhône) et le campus universitaire d'Orsay ont une rue Aimé-Cotton. Arles, Bourg-en-Bresse, Fontenay-sous-Bois, La Bâthie ont une rue Aimé-et-Eugénie-Cotton.
- Un des amphithéâtres de l'Université Paul Sabatier de Toulouse où il a enseigné porte son nom (au bâtiment 3A).